# Артаферн I
Артаферн — персидский сатрап Лидии, младший брат Дария I.

## Биография
Артаферн был братом Дария I, по всей видимости, младшим, так как о его участии в гражданской войне, которую вёл Дарий, в Бехистунской надписи ничего не сказано.
Неоднократно упоминается в «Истории» Геродота. Именно ему афинские послы во время управления Клисфена преподнесли «землю и воду» — знак покорности и признания власти персидского царя.
Как сатрап Лидии во время Ионийского восстания подавлял мятежные греческие города. Во время восстания греками была занята столица его сатрапии Сарды. После подавления восстания к нему был направлен послом Гекатей, чтобы договориться о приемлемых условиях мира. Согласно Диодору Сицилийскому, миссия Гекатея завершилась успешно:

«Гекатей из Милета, которого ионийцы направили послом, спросил, по какой причине Артаферн не доверяет им. И Артаферн ответил, что он озабочен тем, что они [ионийцы] будут копить недовольство из-за потерь в поражении. Гекатей сказал: „Хорошо, если страдание от плохого обращения приводит к недоверию, то доброе отношение наверняка вызовет расположение наших городов к персам“. Артаферн, одобрив заявление, восстановил городам их законы и наложил определённую подать в соответствии с их способностью выплачивать.»

После Артаферна Лидией правил его сын, также Артаферн, известный как один из военачальников неудачной для персов битвы при Марафоне.